# Aleksandr Razumov
Aleksandr Gennad'evič Razumov (in russo Александр Геннадьевич Разумов?; San Pietroburgo, 22 aprile 1992) è un cestista russo.

## Palmarès
- VTB United League: 1

UNICS Kazan': 2022-2023